# Triclistus anthophilae
Triclistus anthophilae är en stekelart som beskrevs av Aeschlimann 1983. Triclistus anthophilae ingår i släktet Triclistus och familjen brokparasitsteklar. Arten är reproducerande i Sverige. Inga underarter finns listade i Catalogue of Life.